# 希少難病ネットつながる
希少難病ネットつながる（きしょうなんびょうねっとつながる）、略称としてRDneT(アールディネット)は、希少難病の患者や家族同士(当事者等)、当事者等と医師や研究者が互いにつながる環境を創り、孤独から開放することを目指して設立された特定非営利活動法人（NPO法人）である。
「希少難病ネットつながる」は希少難病患者の孤独を、つながることによって緩和しようとの意味で名付けられた。当初、希少難病ネット「つなぐ」との案が挙がったが、主催者が主体の「つなぐ」という表現よりも、活動に参加する患者や家族、支援者等が主体で「つながる」と表現した方が即していると判断された。

## 概要
2016年現在40歳代の香取久之（かとり ひさゆき）は、原因不明の激しい疼痛症状、筋痙攣症状を少年期から発症した。原因は不明のまま診断が得られず、何十年にもわたった病院めぐりの過程で、日本においていかに多くの難病が診断されないまま放置されたり、また診断されても孤独に陥っているかということに気付いた。成人して製薬会社に務めていた時期に、香取はアイザックス症候群との診断にようやく到達し、アイザックス症候群の患者会「りんごの会」の設立に参画し、副代表を務めた。その後、香取のアイザックス症候群であるという診断は、不幸なことに診断基準の厳密化により撤回されるということが起こり、香取は再び道に迷うことになる。そんな折、SORD（ソルド）と呼ばれる京都を拠点とした希少難病の支援団体に参加することになったが、さらにやっかいなことにソルドは主として代表者の財務管理の甘さにより、重い監査を受ける事態となり、解散することとなった（監査の結果、大きな問題は発見されなかった）。そこで香取自身が新たに立ち上げたのが、希少難病ネットつながるである。
希少難病の患者会の最大の問題は、各疾患の患者数が人口10万人に何人という少なさであるため、規模が小さいことである。しかしながら、希少難病の種類は6000から7000疾患程度が確認されており、極めて零細な患者会が極めて多数存在して、啓発活動やロビー活動は常にマンパワー不足、資金に陥っている。そこで欧州連合には、希少難病の非常に多くの患者会が連合したEURORDIS（ユーロディス）という世界最大の患者会連合が存在し、同じようにアメリカ合衆国にもNORD（ノルドまたはノード）という患者会の連合組織が存在して、希少難病全体としての啓発活動、ロビー活動を行っている。しかし日本には小児から成人まで含んだ統一的な連合組織が存在せず、そのような観点から幅広く希少難病患者を受け入れる組織が必要と考えられた。
これらの意見交換を有志で行った結果、難病の患者に対する医療等に関する法律（難病法）が施行されたのと同日の2015年1月1日に、同志の集まりとしての希少難病ネットつながるが設立された。その後、2015年5月25日にNPO法人として登記された。
同法に関連して主張しているのは、制度上は56疾患（約78万人）から306疾患（約150万人）へと助成の幅が拡大されたものの、実際には約7000の希少難病が存在するため、まだ不十分なことである。人口比で考えれば、世界人口のおよそ17人に1人が何らかの希少難病に罹患しているとみられ、これを日本に当てはめると、患者数は全国で合計750万から1000万人と推計される。なお、難病法の対象は成人であり、小児で考えると、小児慢性特定疾病医療費助成制度が該当し、その対象は704疾患であるが、小児として助成を受けられた者が成人した際に難病法で助成を受けられないという問題が発生している。
2021年12月30日に香取のFacebookに妻の由美さんより訃報の投稿があり、2021年12月26日に香取久之が亡くなった事が記されていた。

## 主な活動内容

### RD-Oasis
RD-Oasis（アールディオアシス）は、匿名を基本とするソーシャル・ネットワーク・サービス（SNS）で、患者同士のコミュニケーションを促進し、なおかつ患者と病院をつなぐデータベース、半ば患者レジストリとしての機能を合わせ持った難病に特化した形のSNSである。参加の際には、通院している病院と疾患を任意で入力する仕組みがとられており、参加人数が増えるほど、どういった疾患の患者がどの病院に通院しているかデータが蓄積される仕組みとなっている。参加人数が多ければ多いほど、このシステムは特定の希少難病を扱える病院を効率的に探すことができるようになるため、患者が希少難病の医師を見つけられなくて、適切な治療を受けられないという問題に、突破口を開くことになる。しかしながら、2016年現在のところ、参加人数の少なさが課題となっており、より多くの参加が望まれている。なお、SNSの利用は完全に無料である。

### 稀少難病当事者の生活実態と制度への要望についての聞き取り調査
日本学術振興会の科学研究費補助金の交付による、大阪大学人間科学研究科 社会環境学講座 文化社会学研究室との連携調査である。(2014-2016年度 挑戦的萌芽研究 課題番号：26590090)

#### 目的
希少疾患や病名不明の疾患の当事者の方々の生活の困難の実態、医療や社会についての想い、病気や自身の生活についての不安や想いを聞き取り、そうした情報や気持ちを社会に発信すること。また互いに共有し合うことである。

#### 手順
1. 聞き取り調査への参加者の募集を行う。
2. 同意の確認と聞き取り調査を行う。
3. 患者の希望する場所で1時間から2時間程度の聞き取り調査を行う。
4. 事前に調査の趣旨と方法を確認し、参加に同意して同意書をに双方で署名をし、双方で所持する。
5. 調査は原則として録音し、守秘義務契約をかわした業者において文字起こしを行う。
6. 調査への協力は原則として謝礼などを支払うことはない。
7. フォローアップ調査として、対象者により一定期間後に、その後の状況、詳しい事情の確認などを行う場合がある。
8. 結果の公表としては、一定のサンプルが集まり次第、随時アナウンスする予定である。その際、個人に関わるまたは個人が同定される情報は原則として公表しない。

### 大感謝祭
設立1周年を記念して、大感謝祭と呼ばれる200人規模の無料屋内イベントが2016年2月12日に開催され、盛況のうちに終えられた。

### つむぐクリニック
2019年に開設された、東京23区で初の、特定非営利活動法人が開設・運営するクリニックである。そのきっかけは、外来診療・訪問診療を実現し、つらい病気に苦しむ患者をサポートしたいとのこと。「つむぐ」クリニックとの命名理由は、「つながる」から「つむぐ」、その想いをカタチにしたと述べられている。
同クリニックでは、診療する対象として、難病をはじめ、様々な疾患により以下の様な状態にある患者があげられている。
・難病・重度障害を持つ患者
・寝たきりに近く、通院が困難な看護や介護を必要とする状態の患者
・退院後、自宅で療養を必要とする患者
・食事が十分に摂れず、点滴静脈注射や経管栄養が必要な患者
・悪性腫瘍（がん）で、自宅で療養を行っている患者など
2020年6月現在、同クリニックでは、患者の紹介以外に、連携する居宅介護支援事業所や訪問看護ステーション、「居住系施設」等の紹介を求めている。
なお、計画的な訪問診療にかかる交通費は徴収していないとのこと。

## 報道
- 『希少難病や障がいをお持ちの皆さまが繋がり・寄り添い・支え合い、想いをカタチにする当事者専用SNSサイト『RD-Oasis』(アールディオアシス)オープン！！』（プレスリリース）特定非営利活動法人 希少難病ネットつながる、2015年6月29日。2016年1月14日閲覧。[20]
- 株式会社医薬経済社発行の「医薬経済」誌 2015年7月15日号 『Patient Relations 「志」をもって活動する』[21]
- 日本放送協会ハートネットTVポータルサイト[22]
- “1月9日（土）理事長の香取久之がラジオ出演いたします”.   特定非営利活動法人 希少難病ネットつながる (2016年1月8日). 2016年1月15日閲覧。[23]
- 木村奈緒 (2016年5月9日). “つながることが、真の問題解決に。特定非営利活動法人 希少難病ネットつながる 理事長 香取久之さん”.   Plus-handicap. 2016年5月24日閲覧。